# 15374 Teta
Teta (asteróide 15374) é um asteróide da cintura principal, a 1,6710869 UA. Possui uma excentricidade de 0,16155 e um período orbital de 1 027,71 dias (2,81 anos).
Teta tem uma velocidade orbital média de 21,09754057 km/s e uma inclinação de 32,39842º.
Este asteróide foi descoberto em 16 de Janeiro de 1997 por Miloš Tichý, Zdeněk Moravec.